# Garuhapé
Garuhapé – miasto w Argentynie, w prowincji Misiones, w departamencie Libertador General San Martín.
Według danych szacunkowych na rok 2010 miejscowość liczyła 5 325 mieszkańców.